# Conacul Cantacuzino-Deleanu din Deleni
Conacul Cantacuzino-Deleanu din Deleni este un conac construit în anul 1730 de hatmanul Iordache Cantacuzino-Deleanu în satul Deleni din comuna omonimă (județul Iași). El este înconjurat de un zid de incintă din piatră.
Ansamblul Conacului Cantacuzino-Deleanu din Deleni a fost inclus pe Lista monumentelor istorice din județul Iași din anul 2015 la numărul 1366, având codul de clasificare  IS-II-a-A-04146. El este format din următoarele patru obiective:
- Conacul Cantacuzino-Deleanu - datând din 1730 și având codul  IS-II-m-A-04146.01;
- Biserica "Adormirea Maicii Domnului" - datând din 1669 și având codul  IS-II-m-A-04146.02;
- Spitalul - datând din secolul al XX-lea și având codul  IS-II-m-A-04146.03;
- Zid de incintă - datând din secolul al XVIII-lea și având codul  IS-II-m-A-04146.04.

## Istoric
La începutul secolului al XVII-lea, proprietarul moșiei Deleni a devenit marele vistiernic Toderașcu Cantacuzino-Deleanu (1635-1686), care s-a stabilit aici, fondând ramura boierilor Cantacuzino-Deleanu. El era fiul marelui spătar Iordache Cantacuzino (1581?-1663); acesta din urmă descindea dintr-o veche dinastie de împărați bizantini și era unul dintre cei mai bogați boieri moldoveni ai vremii. Iordache Cantacuzino era cumnat cu domnitorul Vasile Lupu (1634-1653), soțiile lor fiind fiicele marelui boier Costea Bucioc, proprietarul moșiei Șerbești.
În apropierea curții boierești, marele vistiernic Toderașcu Cantacuzino-Deleanu a construit din piatră și cărămidă în anul 1669 o biserică cu hramul “Adormirea Maicii Domnului”. Lăcașul de cult a fost reparat în 1722 de către nepotul ctitorului, hatmanul Iordache Cantacuzino-Deleanu (1688-1759?), care a înzestrat-o “cu toate podoabele”, după cum scrie și în pisania bisericii.
Nepotul acestuia, hatmanul Iordache Cantacuzino-Deleanu (1688-1759?) a construit în jurul anului 1730 un castel la moșia sa din Deleni, unde îl va găzdui pe domnitorul Grigore al II-lea Ghica (1726-1733), cu prilejul primei logodne a fiului său cel mare, beizadea Scarlat Ghica, în 1730, cu Safta, fiica minoră a lui Iordache Cantacuzino-Deleanu.
După moartea acestuia, stăpânul moșiei a devenit Gheorghe (Iordache) Cantacuzino-Deleanu (1723?-1798). Fiica sa, Maria Cantacuzino (d. după 1819), s-a căsătorit la Deleni în 1778 cu marele logofăt Constantin Ghica (1758-1818), nepotul de fiică al fostului domnitor Grigore al III-lea Ghica (1764-1767, 1775-1777), care era proprietarul moșiei Comănești (azi în județul Bacău). Costache Ghica s-a ocupat de restaurarea castelului, în timpul stăpânirii sale efectuându-se lucrări de extindere a conacului și de construire a zidului de incintă, azi prăbușit în parte. Lucrările au fost definitivate în anul 1802, inscripționat într-un cartuș deasupra blazonului porții masive de la intrarea în parc.
Moșia Deleni a fost lăsată moștenire fiului său cel mai mic, Gheorghe (Iordache) Ghica-Deleni (1788-1854), „cu casele și toată pajijia casei de acolo, cu veniturile pietrelor de moară, cu heleșteele și poienele de acolo, cum și prisaca cu stupi și cu tot codrul și cu toate celelalte acareturi și vite, cum și viile de la Cotnari și dughenele și cârciumile toate și cu tot locul din Târgul Hârlăului și moșiile Onești, Pașcani și Ozonești, cu toate acareturile de acolo”. Moșia va trece pe rând, prin moștenire, la Teodor Ghica-Deleni (1820-1865), Grigore Ghica-Deleni (1847-1938) și Teodor Ghica-Deleni (1885-1958). Între anii 1888-1889, Grigore Ghica-Deleni a făcut unele reparații, clădirea fiind reamenajată la începutul secolului al XX-lea de către arhitectul Nicolae Ghika-Budești, cu meșteri italieni. Castelul din Deleni are două etaje, cu corpul central decroșat având fațada principală cu pilaștrii adosați cu capiteluri ionice.
În timpul celui de-al doilea război mondial, timp de doi ani (1944-1946), în castelul din Deleni au fost încartiruite trupe sovietice. Soldații sovietici au devastat clădire, punând pe foc ușile, ferestrele și mobilierul vechi și distrugând obiecte valoroase. Clădirea a găzduit un timp Căminul cultural din Deleni (din 1949), devenind apoi sediu al unui Preventoriu TBC, destinație pe care o are și azi.
Direcția Monumentelor Istorice a efectuat în anul 1962 o serie de reparații capitale.

## Imagini

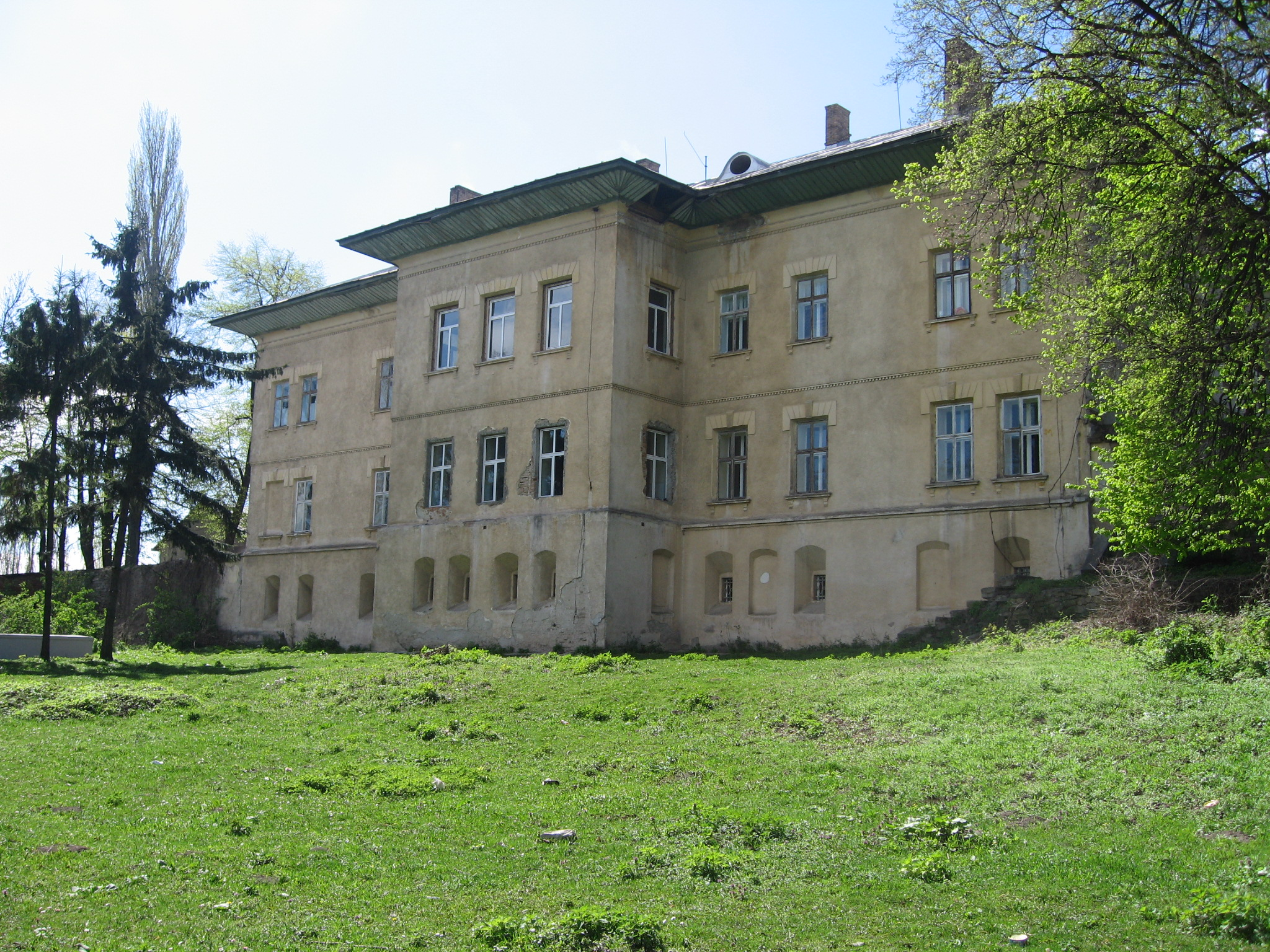
Conacul Cantacuzino-Deleanu
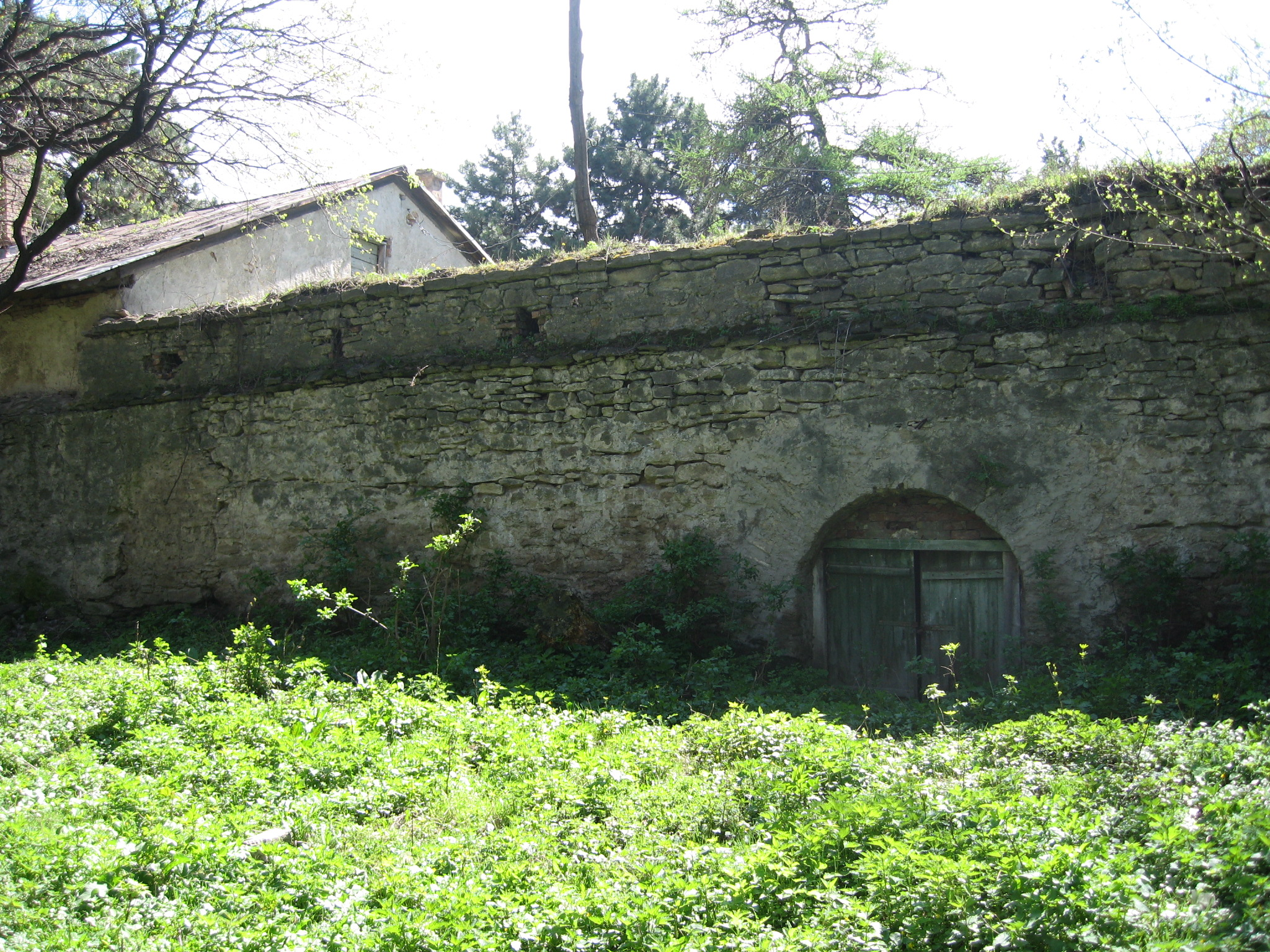
Zidul de incintă al conacului
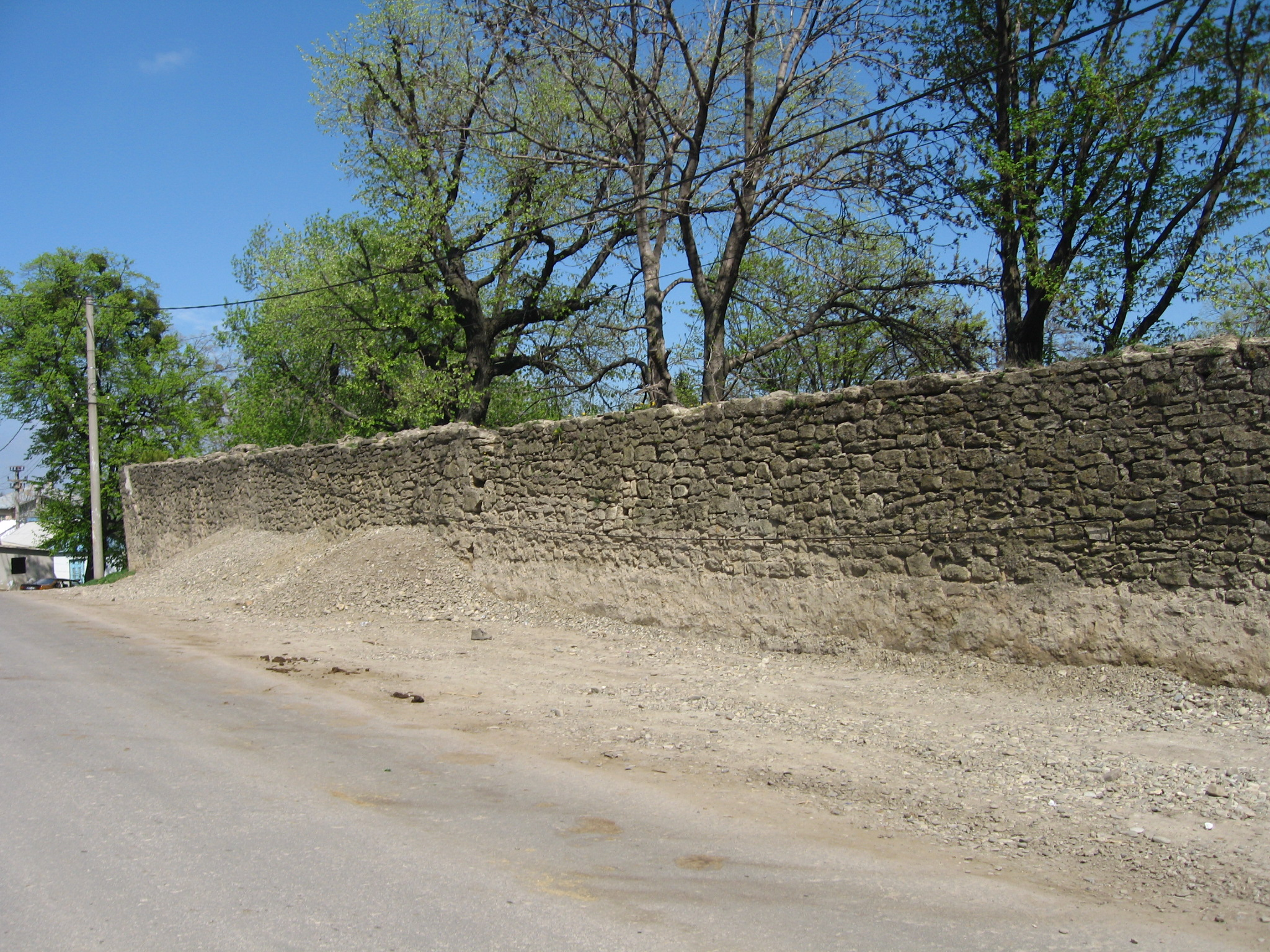
Zidul de incintă
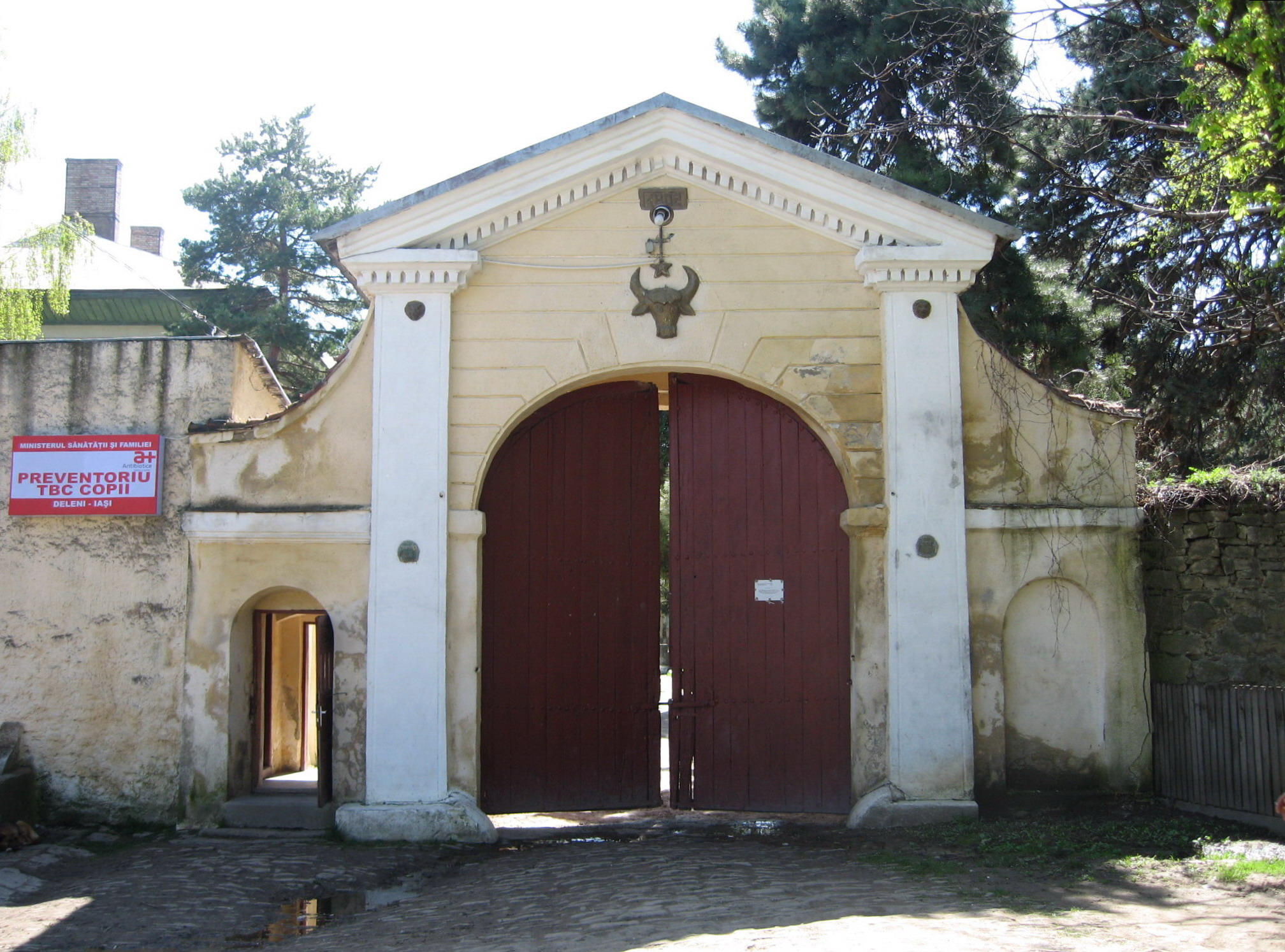
Poarta de intrare în curtea conacului
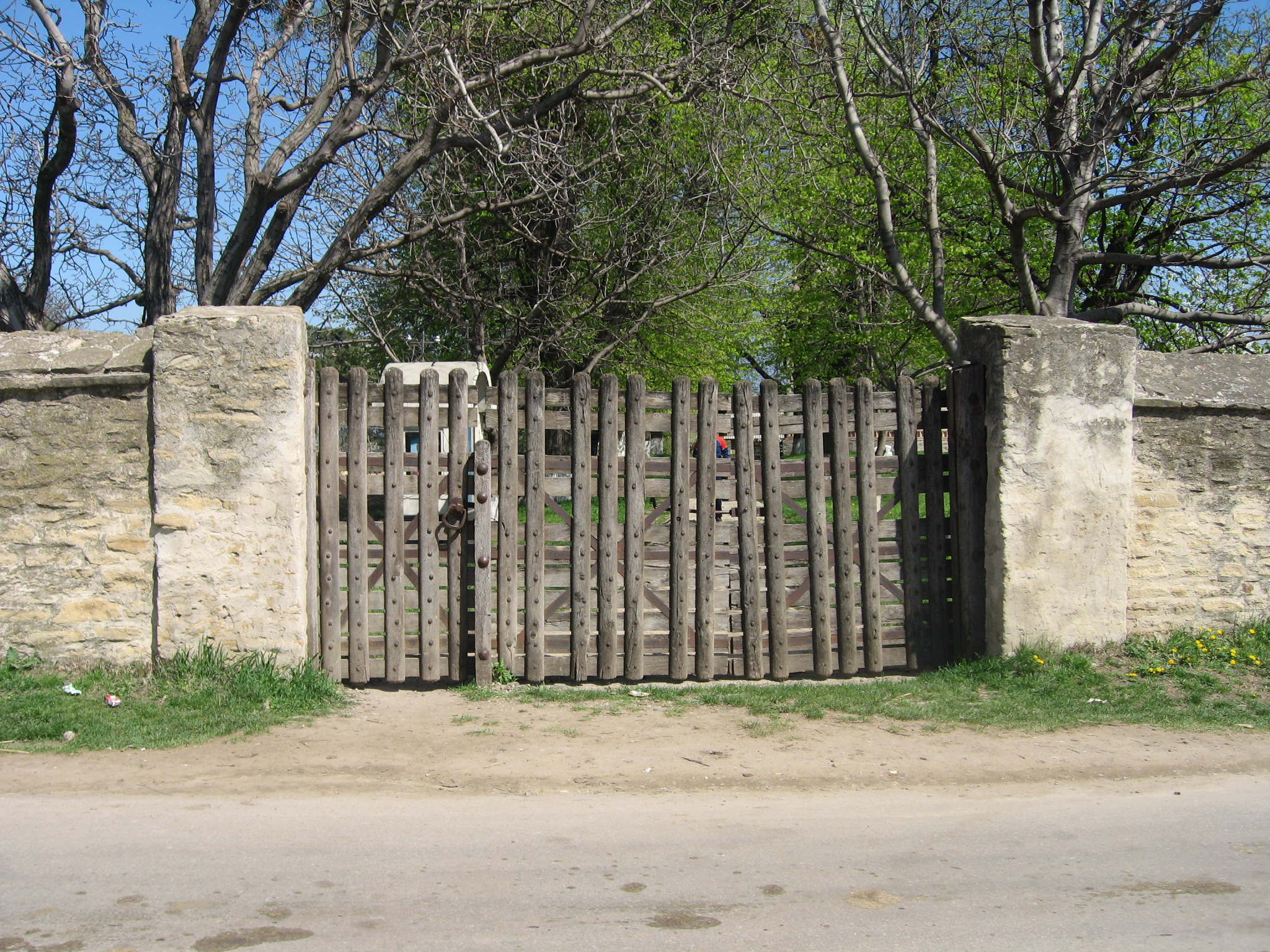
Poarta de intrare în curtea bisericii
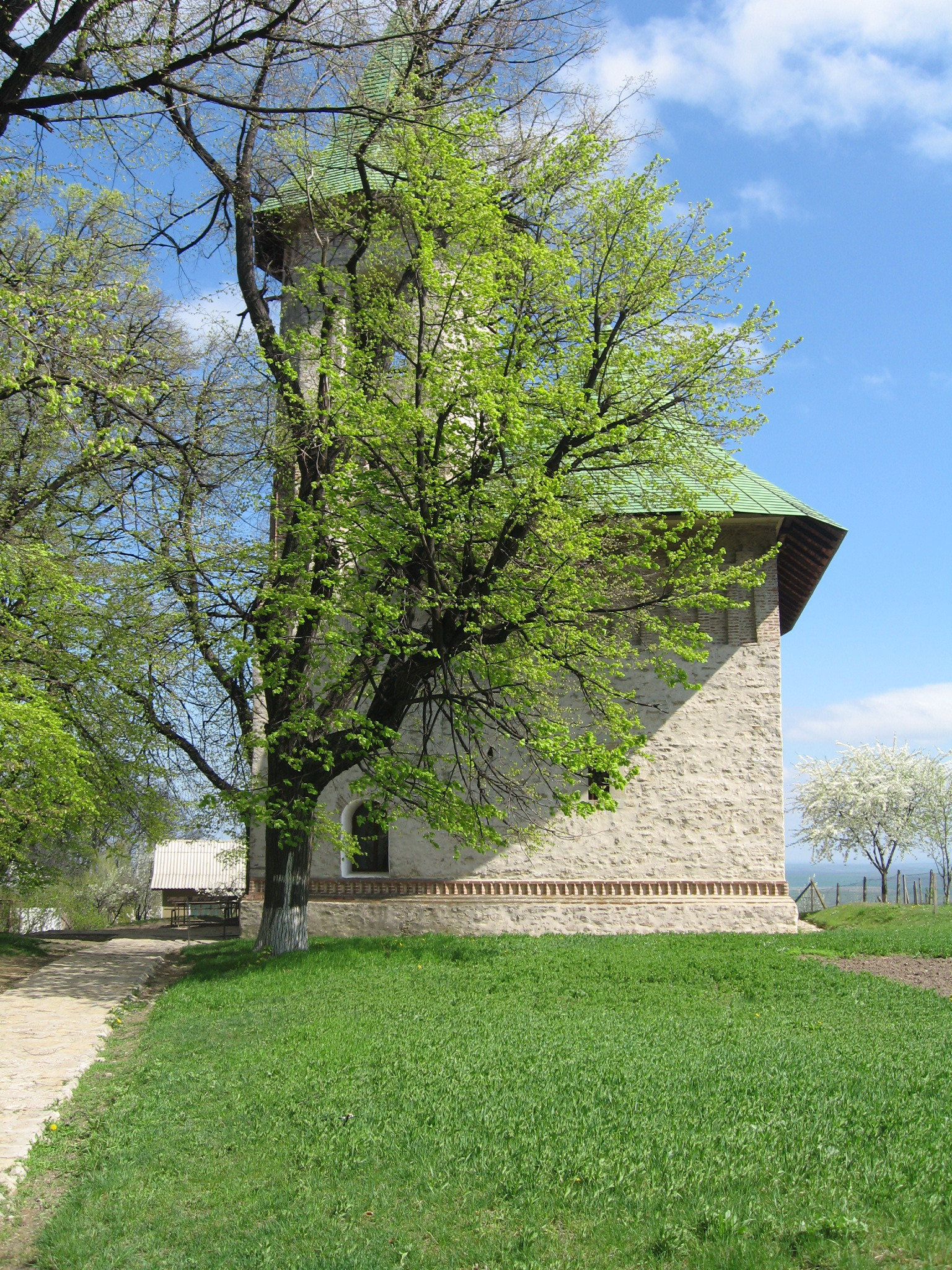
Biserica "Adormirea Maicii Domnului" din Deleni - latura nordică
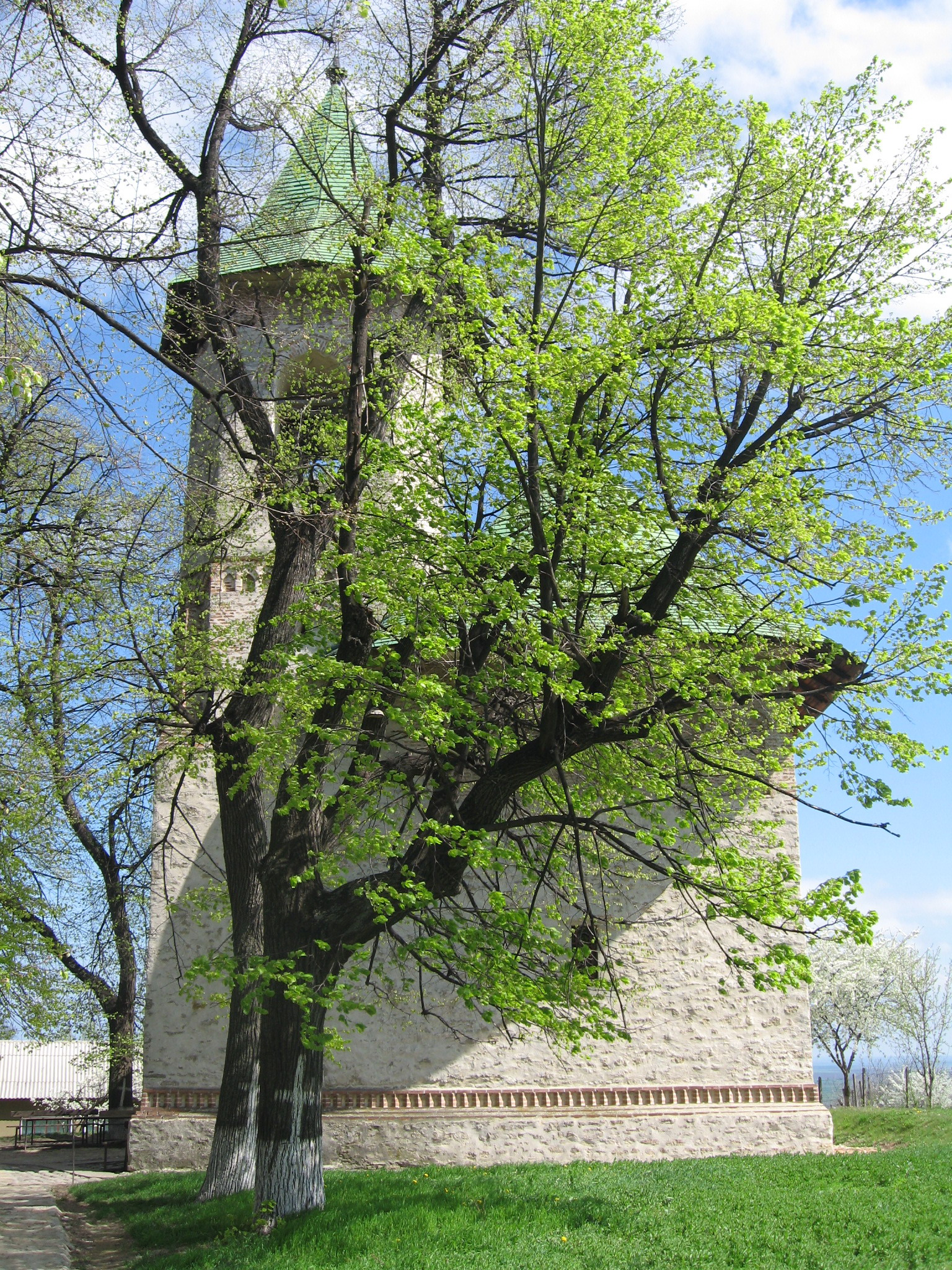
Latura nordică
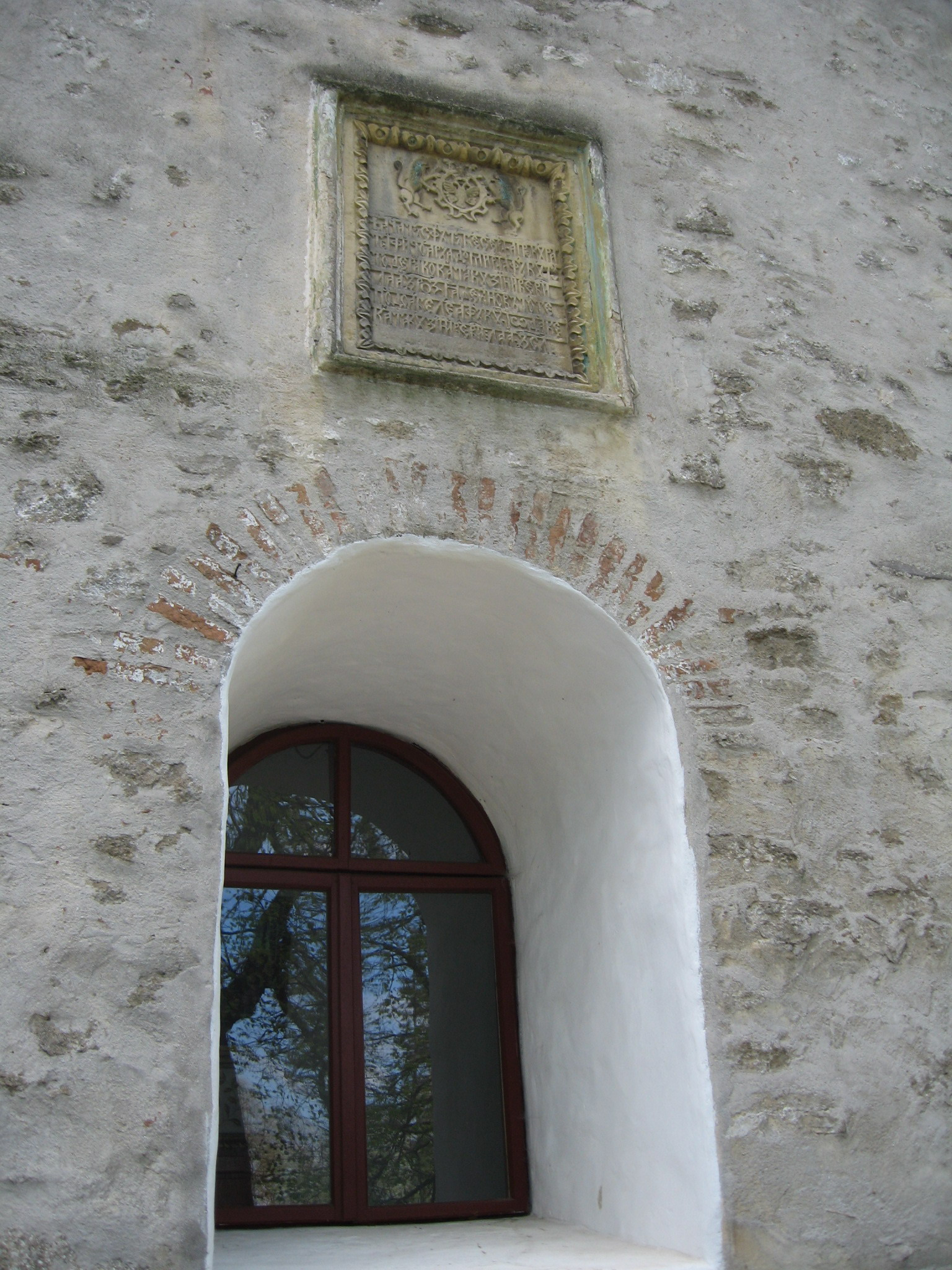
Pisania